# Grube Hermann (Overath)
Die Grube Hermann ist eine ehemalige Buntmetallerzgrube im Bensberger Erzrevier in Overath. Der Fundpunkt lag in der Ortschaft Oberbech in Steinenbrück.

## Geschichte
Die erste Mutung auf Stahlstein und Kupfererz durch Bürgermeister Pickhard zu Gummersbach und H.H. Arntz zu Köln stammt vom 19. Dezember 1847, die mit Mutschein vom 4. Juli 1848 bestätigt wurde. Eine weitere Mutung beantragte H.H. Arntz (ohne Pickhard) am 3. April 1849. Das hatte am 15. Dezember 1849 eine Feldesbesichtigung mit gleichzeitiger Verleihung lediglich auf Eisenerz zur Folge. Am 13. November 1850 wurde Friedrich Hermanni als Schichtmeister verpflichtet. Der Betrieb kam aber bereits 1851 wieder zum Erliegen. Es folgten mehrere Fristungen. Am 1. April 1855 beantragte Hermanni als Repräsentant der Gewerkschaft der Grube Hermann die Verleihung auf Kupfer- und Bleierze, was offensichtlich genehmigt wurde, allerdings enthält die Akte keinen entsprechenden Hinweis. Am 16. Dezember 1856 wurde die Aggerthaler Kupferbergbau-Gesellschaft neuer Eigentümer. Bereits am 9. März 1856 kam es zu einem Antrag auf Fristung, der sich mehrfach wiederholte. Immer wieder genehmigte das Bergamt die Stundung. Mit Schreiben vom 30. November 1868 erhielt die Bergbehörde die Mitteilung, dass das „Blei-, Kupfer- und Zinkbergwerk Hermann“ – wie dieser Begriff zustande kam, ist unklar – durch öffentlichen Verkauf in das Eigentum des Kaufmanns Carl Ennenbach zu Overath übergegangen sei. In einem Protokoll vom 27. Januar 1874 über die Vereidigung des Friedrich König als Produktenaufseher wurde das Bergwerk Hermann als auf Blei- und Kupfererz verliehen bezeichnet.

## Lage
Das Stollenmundloch auf dem Privatgrundstück Oberbech 6 ist verbrochen. Im rückwärtigen Gelände sieht man Pingen von Luftlöchern. Etwa 10 Meter östlich liegt der Stollen der Grube Bavaria, der zusammen mit dem Stollen Hermann auf einem Situationsriss von 1868 eingezeichnet ist.

## Anlage und Betrieb
Bei der Grube Herrmann handelte es sich um ein Längenfeld, dessen Standort sich in dem Geviertfeld der Grube Arago befand. Es blieb aber für sich selbständig. Aufgrund des Bereinigungsgesetzes vom 16. Dezember 1954 wurde die Berechtsamsakte der Grube Hermann 1963 geschlossen.